# Poneridia richmondenis
Poneridia richmondenis es una especie de insecto coleóptero de la familia Chrysomelidae.
Fue descrita científicamente en 1896 por Blackburn.